# Liste antiker Ortsnamen und geographischer Bezeichnungen/Dy
| Lateinischer Name | Griechischer Name      | Beschreibung                   | Heute              | Quellen und Verweise | Lage |
| ----------------- | ---------------------- | ------------------------------ | ------------------ | -------------------- | ---- |
| Dyardanes         |                        |                                |                    | Smith;               |      |
| Dymae             |                        |                                |                    | Smith;               |      |
| Dyme              |                        |                                |                    | Smith;               |      |
| Dyndasum          |                        |                                |                    | Smith;               |      |
| Dyras             |                        |                                |                    | Smith;               |      |
| Dyris             |                        |                                |                    | Smith;               |      |
| Dyrrhachium       | Δυρράχιον (Dyrrachion) | Stadt an der illyrischen Küste | Durrës in Albanien | Smith;               |      |
| Dyrta             |                        |                                |                    | Smith;               |      |
| Dysorum           |                        |                                |                    | Smith;               |      |
| Dyspontium        |                        |                                |                    | Smith;               |      |
| Dystus            |                        |                                |                    | Smith;               |      |